# Kilian Ponheimer der Ältere
Kilian Ponheimer (genannt Kilian Ponheimer der Ältere) (geboren am 26. April 1757 in Wien; gestorben am 5. August 1828 ebenda), war ein österreichischer Kupferstecher.

## Leben
Kilian Ponheimer war der Sohn von Otto Heinrich Ponheimer (1729–1796), eines Wiener Hofmusikers. Sein Bruder war der Musiker Karl Ponheimer (1770–1806).1774 wurde er Schüler an der Akademie der bildenden Künste und wurde mit einem Preis dieser Akademie, für eine nach seinem Lehrer Friedrich August Brand gestochene Landschaft, ausgezeichnet. Ein weiterer Lehrer von ihm war Jacob Matthias Schmutzer, der Einfluss auf seine Technik ausgeübt hat. 1786 stattete Ponheimer das Werk Anfänge der Muskellehre von Joseph Barth mit zahlreichen Tafeln aus.
Er fertigte Landschaften nach Brand, Schmutzer, Andreas Magnus Hunglinger, Anton Janscha, Jakob Philipp Hackert, Adam Johann Braun, Martin von Molitor, Franz Edmund Weirotter und Anderen. Für den bekannten Wiener Kaufruf schuf er einige Genrebilder nach Vorlagen von Georg Emanuel Opiz.
Er hatte drei Töchter und drei Söhne. Nur sein gleichnamiger Sohn Kilian Ponheimer, der 1788 geboren wurde und der 1829 in Wien starb, wurde bekannt.

## Werke (Auswahl)
- Karte von de Schweiz nach faden neu verzeichnet herausgegeben von Franz Joh. Jos. von Reilly; gestochen von Kil. Ponheimer. o. O., o. J.BnF Gallica
- Joseph Barth: Anfänge der Muskellehre. Anton Gassler, Wien 1786.
- Johann Kalchberg: Die Grafen von Cilli. eine Begebenheit der Vorzeit. Cilli, Gräz 1792, 11845821 im VD 18.
- Franz Anton Schrämbl, C.R. Schindelmayer, Kilian Ponheimer: Neueste Generalkarte von Deutschland in XXIV Blättern nach Büschings Erdbeschreibung, nach Chauchards und anderen neuesten Karten. Joseph Philipp Schalbacher, Wien 1797.
- Franz Xaver Rudtorffer: Armamentarium Chirurgicum Selectum, Oder Abbildung Und Beschreibung Der Vorzüglichsten Älteren Und Neueren Chirurgischen Instrumente. Die Kupfertafeln gestochen von Ponheimer. Strauss, Wien 1817 [i. e. 1820]